# Clodomir

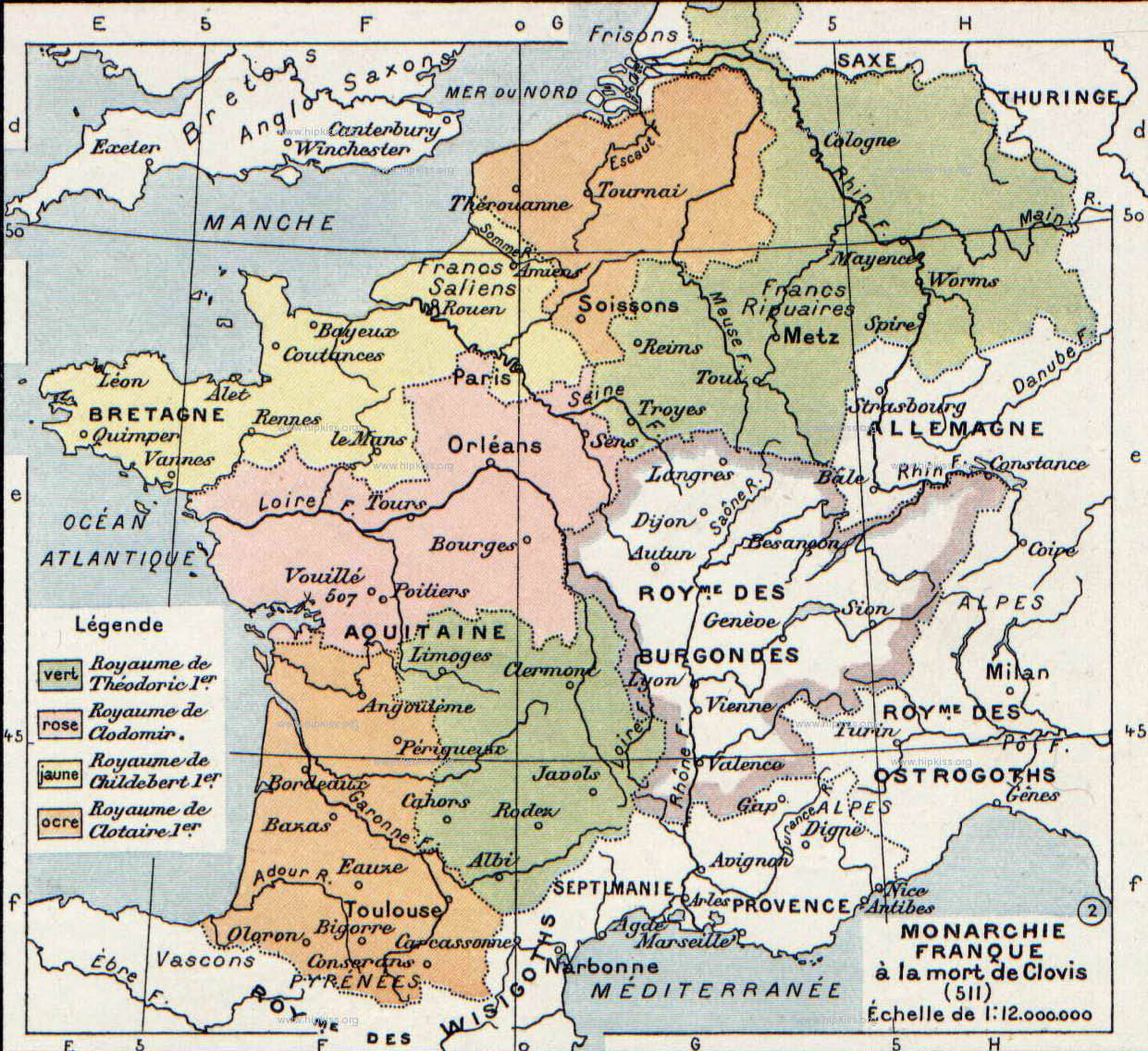
Divisió de la Gàl·lia a la mort de Clodoveu. Els territoris de Clodomir marcats en rosa

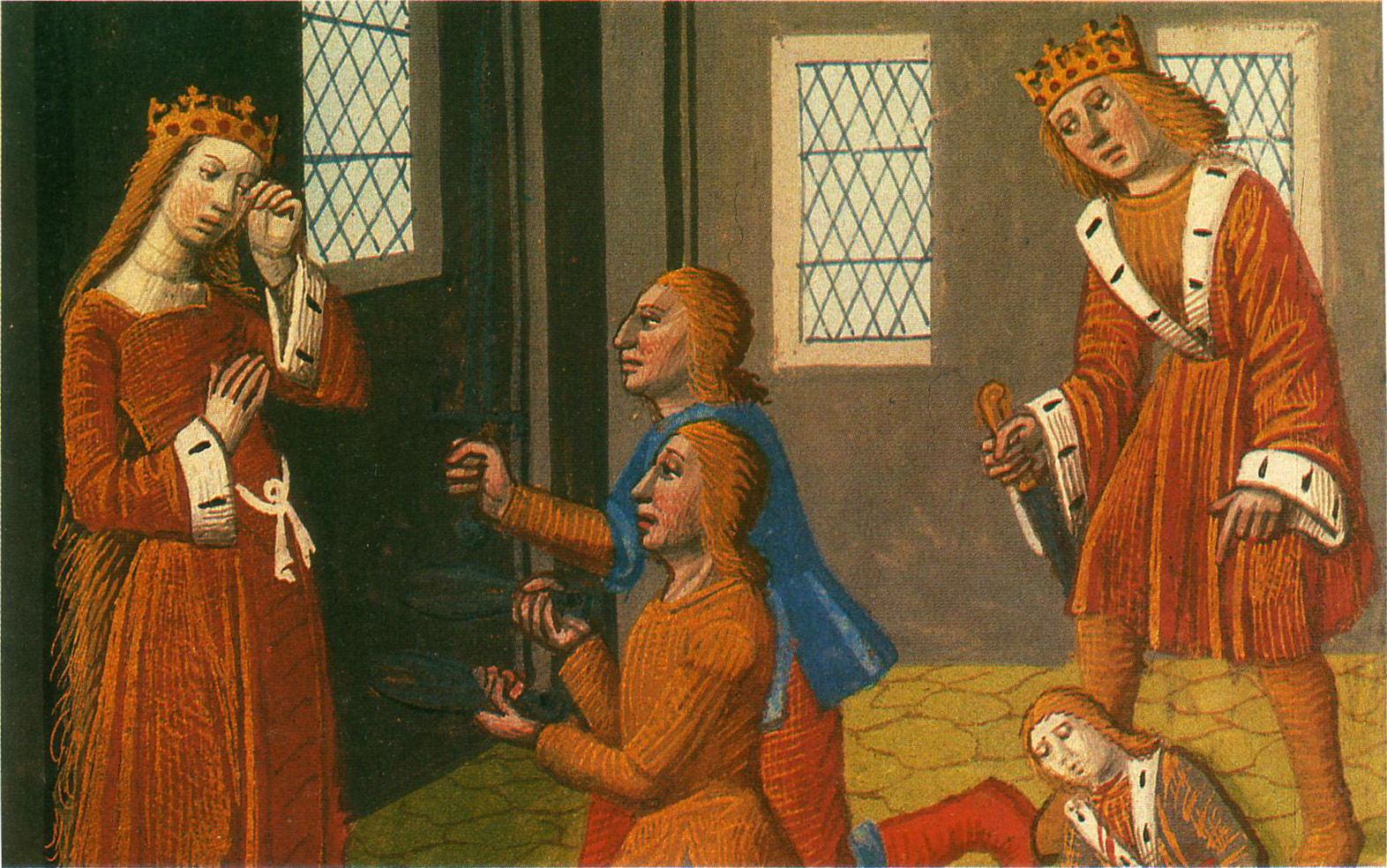
Assassinat dels fills de Clodomir, manuscrit del s. XV

Clodomir (495-524) va ser rei merovingi d'Orleans des del 511 fins a la seva mort en combat contra els borgonyesos.
Va ser el segon dels quatre fills del rei dels francs Clodoveu I. A la mort del seu pare el 511 i seguint amb els usos salis, es va dividir el regne entre ell i els seus germans. A ell li pertocà el territori de la vall del Loira amb Tours, Poitiers i capital a Orleans. Els seus germans establiren els seus respectius regnes amb capitals a Reims (Teodoric I), Soissons (Clotari I) i París (Khildebert I). Els quatre van establir les seves respectives capitals a la regió del Sena, a poca distància l'una de l'altra, cosa que va ajudar a mantenir la unitat del regne.
Vers l'any 523, possiblement instigats per la seva mare Clotilde, els quatre germans van emprendre una expedició contra el Regne de Borgonya. Clotilde, membre de la família reial borgonyesa, hauria volgut venjar la mort del seu nebot a mans de Segimon de Borgonya.
Els germans van capturar Segimon i Clodomir va tornar a Orleans. Però el germà de Segimon, Gondomar, amb les tropes del seu aliat Teodoric el Gran dels ostrogots, Gondomar, va tornar a Borgonya on va massacrar la petita guarnició que els francs hi havien deixat.
Clodomir va fer executar Sigimon i els seus dos fills l'1 de maig de 524. Aleshores liderà una segona expedició contra els borgonyesos en la qual perdé la vida, la primavera o l'estiu del mateix any, a la batalla de Vézeronce.
Els seus tres fills van quedar a càrrec de la seva mare, fins que la vídua de Clodomir es va casar amb el germà d'aquest, Clotari I. Per assegurar-se la seva herència, Clotari va conspirar amb el seu germà Khildebert per fer assassinar els nens. Els joves Teodebald i Guntari van morir a mans dels seus tiets, però un dels tres fills, Clodoald, aconseguí escapar i es feu monjo. Tallant-se els cabells, símbol de la reialesa merovíngia, va renunciar als seus drets dinàstics i arribà a ser abat de Nogent. Més tard fou canonitzat.